# Polli Viljakas
Polli Viljakas es una variedad cultivar de ciruelo (Prunus domestica), de las denominadas ciruelas europeas.
Una variedad de ciruela criada en 1951 en el Centro de Investigación Polli Garden, Tartu, como cruce de 'Skorospelka Krasnaja' x 'Emma Leppermann'.
Las frutas de tamaño grande de forma ovalada, su epidermis con un color principal amarillo verdoso y una capa de color violeta oscuro, ligeramente asimétrica, recubierta de pruina blanquecina, capa ligera fina, y pulpa de color amarillo, textura densa, jugosa, sabor agradable agridulce. Tolera las zonas de rusticidad según el departamento USDA, de nivel 1 a 3.

## Historia
'Polli Viljakas' variedad de ciruela europea que fue obtenida en 1951 por los investigadores Julius Eslon y Arthur Jaama en el Centro de Investigación Hortícola Polli, dependiente del "Departamento de Ciencias de la Vida" de la Universidad de Tartu, siendo el resultado del cruce efectuado de 'Skorospelka Krasnaja' como "Parental Madre" x  polen de 'Emma Leppermann' como "Parental Padre".
Variedad descrita por: Kask, 1984, 1992; A. ja E. Jaama, 1990. Para el nombre de la variedad, se ha utilizado la ortografía de los nombres de las variedades según las normas del idioma estonio. La solicitud de registro de la variedad fue registrada el 03.05.2004, las pruebas de registro están en curso.

## Características
'Polli Viljakas' es un árbol de mediana altura, con una copa extendida, de alto rendimiento, se auto fertiliza satisfactoriamente con su propio polen. Mejores polinizadores son 'Julius' y 'Vilnor' incrementan la cosecha. Resistencia al invierno nórdico. Buena resistencia a las enfermedades comunes del ciruelo. Flor blanca, que tiene un tiempo de floración que comienza a partir del 21 de abril con el 10% de floración, para el 26 de abril tiene una floración completa (80%), y para el 3 de mayo tiene un 90% de caída de pétalos.
'Polli Viljakas' tiene una talla de tamaño grande, ovalada, su epidermis con un color principal amarillo verdoso y una capa de color violeta oscuro, ligeramente asimétrica, recubierta de pruina blanquecina, una capa ligera fina; sutura con línea poco visible, de color algo más oscuro que el fruto; pedúnculo de longitud mediano, fuerte, con una longitud promedio de 11.05 mm; pulpa de color amarillo, textura densa, jugosa, sabor agradable agridulce.
Hueso no adherente, mediano, alargado, asimétrico, con el surco dorsal muy ancho y profundo, los laterales más superficiales, zona ventral poco sobresaliente, superficie rugosa.
Su tiempo de recogida de cosecha se inicia en su maduración a mediados de agosto.

## Usos
Se usa comúnmente como postre fresco de mesa buena ciruela de postre de fines de verano. Tiene también aplicaciones culinarias.